# Championnat de France de cricket masculin de D1 2022
 (septembre 2024).
Navigation
Édition précédente Édition suivante
La Superligue se composent de 9 équipes se disputant ainsi le titre de Champion de France et le dernier est relégué en Ligue Nationale.

## Clubs édition 2022 Superligue
| Equipes           | Ville                  | Stade                                         | Capacité |
| ----------------- | ---------------------- | --------------------------------------------- | -------- |
| Balbyniens CC 93  | Bobigny                | Parc des Sports Interdépartemental de Bobigny | 0        |
| CC Saint-Brice 95 | Saint-Brice-sous-Forêt | Stade de Cricket d'Apremont                   | 0        |
| Creil CC          | Creil                  | Plaine de Jeux Saint-Romain                   | 0        |
| Dreux CC          | Dreux                  | Dreux Cricket Ground                          | 0        |
| Lisses CC         | Lisses                 | Complexe Sportif Stéphane Diagana             | 0        |
| Paris Zalmi       | Le Blanc-Mesnil        | Plaine de Jeux Saint-Romain                   | 0        |
| PFC Sarcelles     | Sarcelles              | Stade Émile Zola                              | 0        |
| Paris UC          | Paris                  | Plaine de Jeux du Polygone                    | 0        |

## Phase finale Superligue

### Finale pour la 1re place
- Date     : 17 septembre 2022
- Stade    : Dreux
- Arbitre  :
- Résultat : Dreux CC 240/8 - Lisses CC 212/9